# ヒポローラー

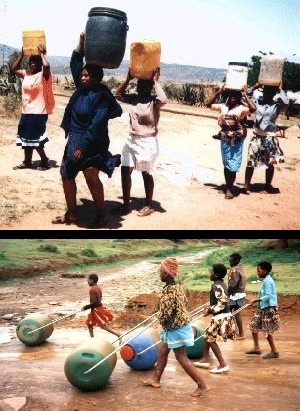
水道などのインフラストラクチャーがない場所で、水を水源から運ぶ人々たち。上：頭の上にバケツをのせて水を運ぶ人々たち。下：楽でヒポローラーで水を運ぶ人々たち

ヒポローラー（英語：Hippo Roller）は、開発途上国のルーラル地域などに住んでいる人々たちの、水へのアクセスを改善するための道具である。バケツやジェリカンなどの容器を頭に乗せる従来の方法より、簡単で効率的に水を運べるように、開発された簡単な道具である。ヒポローラーは地上に転がることができる樽型の容器と、それを運ぶハンドルでできている。
現在、ヒポローラーは主にアフリカにある開発途上国のルーラル地域に使用されている。そのシンプルなデザインと構造は、途上国の技術環境、資金条件、需要に最も有効である適正技術の例である。ヒポローラーは主に非政府組織によって配布されている。

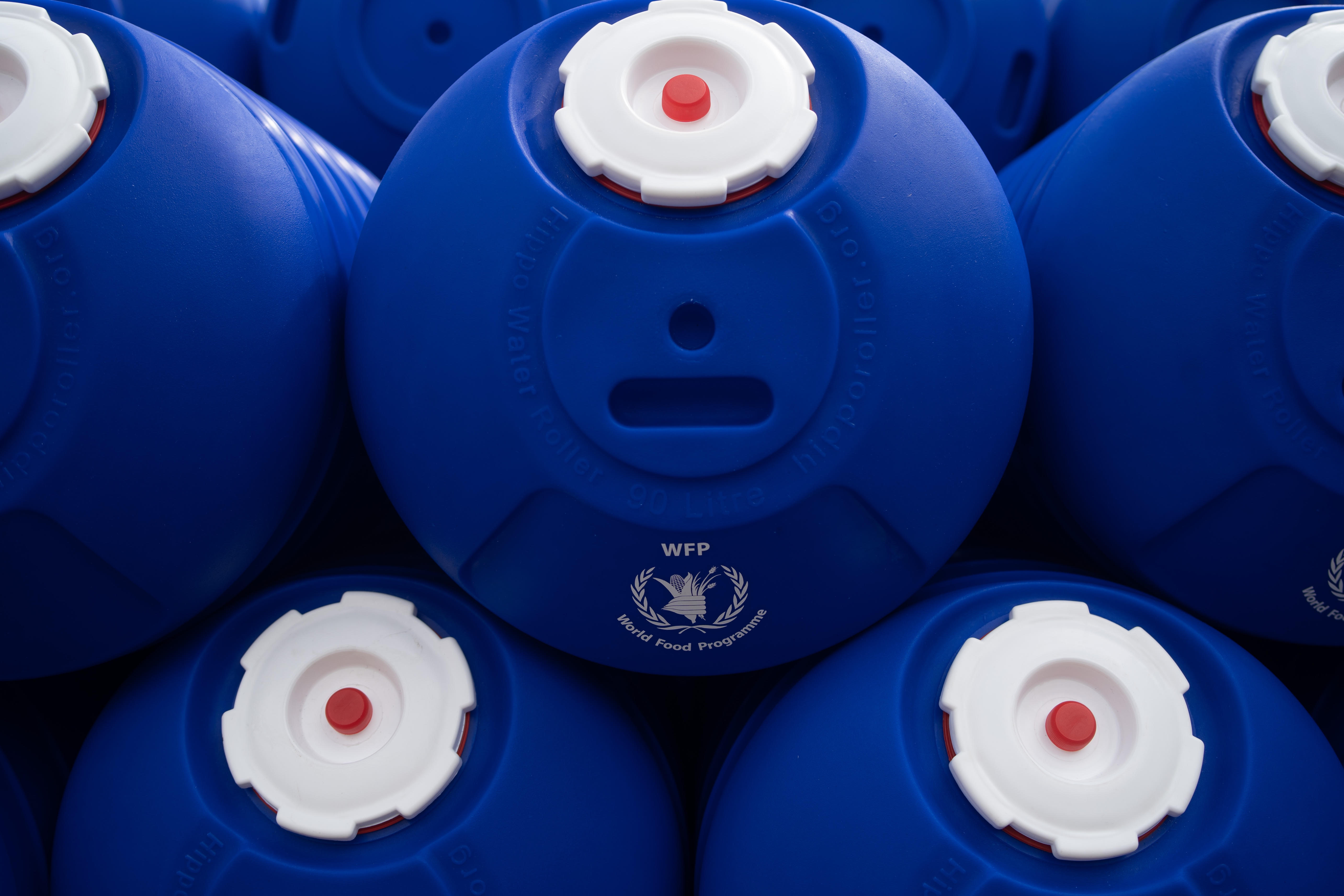
国際連合世界食糧計画のロゴが印刷されたヒポローラー。ヒポローラーを配布しているNGOの例。

## ヒポローラーの構造

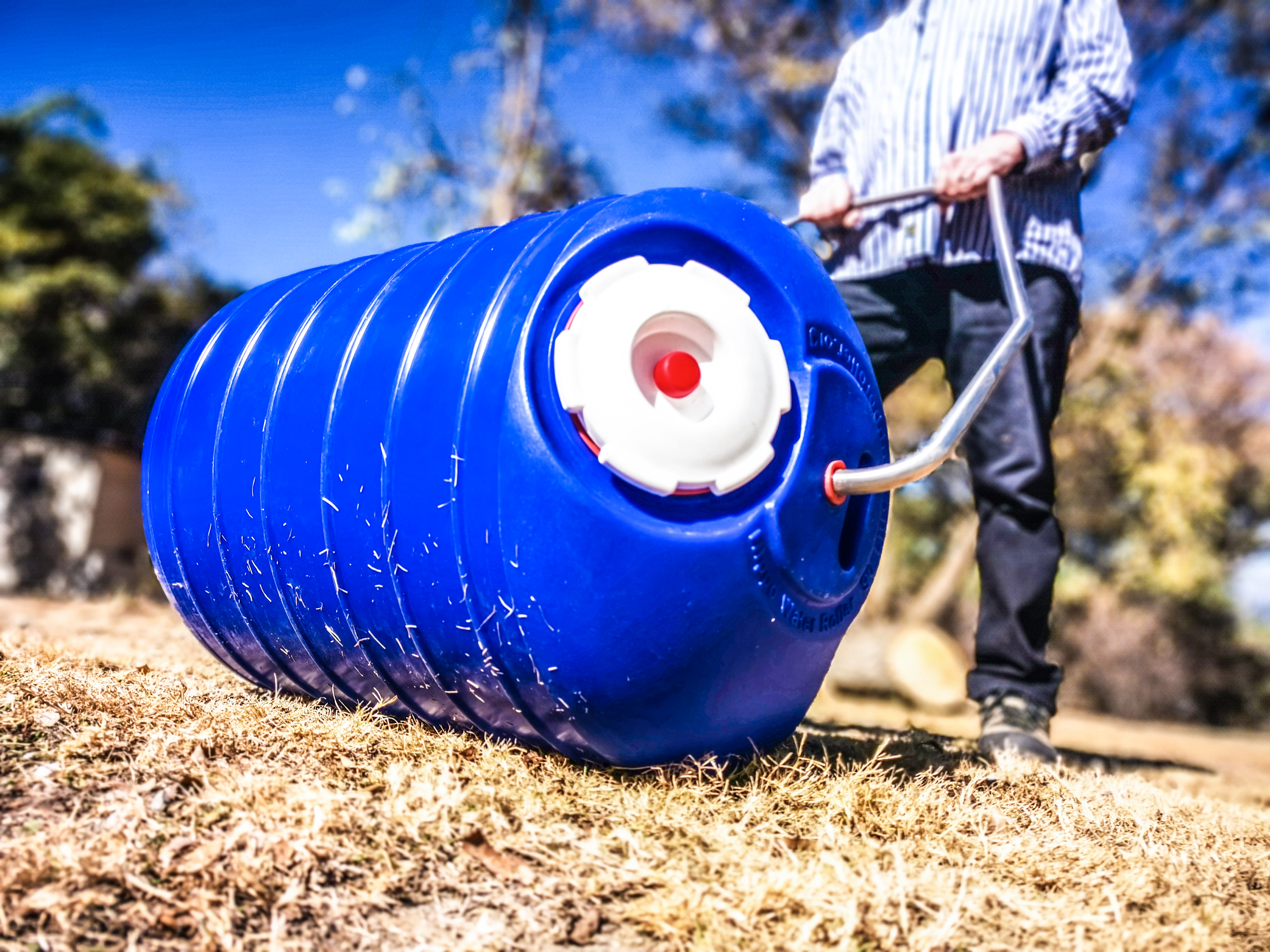
ヒポローラーのクローズアップ画像。クローズアップ画像から、樽（青）、大きなキャップ（白）と小さなユーティリティキャップ（赤）、ステンレス製のハンドルと摩擦低減ポリマーエンドキャップ（赤）、手をかけるためのグリップが見えます。

ヒポローラーの樽はルーラル地域によく見られた起伏の多い地形に耐えられるように、ポリマー安定剤を加えたリニアポリエチレンで出来ている。
樽の容量は90リットルである。従来のジェリカンなどの容器とは異なり、ヒポローラーは水を簡単に注入できる為、大き目の蓋（直径135ｍｍ）を持っている。また、その大きな蓋によって容器の掃除が簡単にでき、容器の裏面も清潔に保てるようになっている。
ヒポローラーの蓋には通常のボトルキャップで交換することができるユーティリティキャップが付いており、利用者が便利かつ衛生的に水を取ることができるようにし、樽の内容物を汚染することなく清潔な水の衛生的に保管できる。
ステンレス製のハンドルにより、ローラーは非常に荒れた地形でも押したり引いたりすることができます。ハンドルが取り付けられた状態のローラーの全幅は、標準的な出入り口の平均幅を測定して決定され、自由に引いて通すためのサイズに調整されました。ステンレス製のハンドルは、摩擦と摩耗を軽減し、樽のピボットキャビティの寿命を延ばすために特別なポリマーエンドキャップが取り付けられています。

ヒポローラーの開発中、ローラーの頑丈さをテストするために、水を満たしたローラーを車両の後ろに引き、20 km/hの速度で15 kmの未舗装道路を走行させました。その結果、ローラーの外側の表面やピボットキャビティには著しい摩耗の兆候はありませんでした。
満タンのローラーからの注ぎ出しを容易にするため、ヒポローラーは底部と上部が丸くなっております。ハンドルの外されたローラーは小さな平らな面に置かれた際にも、垂直な状態で非常に安定しています。また、ローラーには底部と上部に手をかけるためのグリップが付いており、容器を空にする作業が容易に行えます。